# Trogoderma atrum
Trogoderma atrum là một loài bọ cánh cứng trong họ Dermestidae. Loài này được Philippi & Philippi miêu tả khoa học năm 1864.